# Centrale geotermoelettrica
La centrale geotermoelettrica è un tipo di centrale termoelettrica che produce energia elettrica utilizzando come fonte di energia primaria l'energia geotermica ovvero il calore proveniente dalle profondità della Terra.

## Descrizione

### Il fenomeno naturale
A profondità elevata, gli strati della crosta terrestre sono molto caldi, presumibilmente a causa del decadimento radioattivo delle rocce secondo i principi fisici della geotermia. Le acque piovane, giungendo in profondità, si riscaldano e vengono quindi vaporizzate; tale vapore, attraversando le fenditure degli strati rocciosi createsi per gli assestamenti della superficie terrestre o in seguito a eruzione vulcanica, salgono fino agli strati in cui possono essere utilizzati come fonte di calore per diversi usi.

### Funzionamento
Attraverso una trivellazione più o meno profonda, il vapore viene portato in superficie e convogliato in tubazioni, chiamate vapordotto. Successivamente, il vapore viene indirizzato ad uno scambiatore termico in cui al suo interno viene fatto passare un tubo a serpentina dove circola dell'acqua. Quindi il calore trasmesso dal vapore fa scaldare l'acqua nello scambiatore termico che evapora e arriva alla turbina a vapore, che lo usa per far girare un albero motore (trasformazione in energia meccanica) che a sua volta lo trasforma in energia elettrica attraverso un alternatore.

### Differenze rispetto ad una centrale termoelettrica
Una centrale termoelettrica ha, come elementi fondamentali, il generatore di vapore (per produrre il vapore da fonte idrica), la turbina, l'alternatore e il condensatore (per la condensazione del vapore esausto). In una centrale geotermoelettrica, oltre a questi, troviamo gli strumenti per il trattamento del vapore del sottosuolo e per l'estrazione dei gas incondensabili (soprattutto anidride carbonica), essendo un vapore non puro, cioè non prodotto da acqua pulita, ma porta con sé altre aeriformi da scartare; ma importante è l'assenza del generatore di vapore e del combustibile.

## Tipi di impianti

### Impianti a vapore dominante
Impianti a vapore dominante forniscono la maggior parte dell'energia geotermica. Da essi si ottiene vapore ad alta temperatura (200-300 °C), che può essere inviato direttamente alla turbina a vapore. Il sistema richiede che ci si trovi in zone particolarmente favorevoli, come a Larderello, nel comune di Pomarance. 

### Impianti ad acqua dominante
Impianti ad acqua dominante ad alta temperatura, essendo sottoposta a elevata pressione, acqua rimane allo stato liquido. Portata alla superficie, la pressione diminuisce e una parte di essa si trasforma in vapore che viene inviato direttamente alle turbine. La parte liquida rimanente è rimandata nel sottosuolo, dove si riscalda nuovamente e può diventare vapore.